# Terminalia
De Terminalia werd gevierd op 23 februari en was het Romeinse festival van de godheid Terminus. Het was de laatste feestdag van de maand februari. De Terminalia volgde op de Parentalia, Feralia en Caristia.
Enerzijds was Terminus de aanduiding van een grenssteen, maar het verwees ook naar de goddelijke macht die in de grensstenen huisde, meer bepaald in de grensstenen tussen huizen en landbouwgronden. Zulke Termini waren met een offerplechtigheid opgesteld en waren heilig. Het begin van de aanbidding van Terminus wordt door Cicero toegeschreven aan Numa Pompilius, die beval dat iedereen de grenzen van zijn eigendom moest aangeven met stenen die waren gewijd aan Jupiter. Bovendien moesten aan deze termini jaarlijks offers worden gebracht. Deze heilige grenzen bestonden niet alleen voor wat betreft privé-eigendom, maar ook voor de staatsgronden. De Terminalia werden dus zowel privaat als publiek gevierd. Bij het private feest van de Terminalia zalfden de aanwonenden de grenstekens en versierden ze met kransen en zwachtels. In een put voor de grenssteen werden verbrande resten van offers, zoals bloed van offerdieren, wierook, vruchten, honingraten en wijn gegooid. Het ritueel werd afgesloten met het zingen voor de god Terminus. Het is mogelijk dat ze dit deden in de hoop dat Terminus zou zorgen voor goede grensrelaties in het komende jaar.
Van staatswege vonden dezelfde rituelen plaats, maar dan aan de publieke grensstenen. Een belangrijke publieke terminus was de 6e mijlpaal van de Via Laurentina, wat de symbolische grens was van het ager Romanus antiquus. Een andere publieke terminus stond op het Capitool in de tempel van Jupiter.
In latere tijden zou de heiligheid van de publieke grenzen verwateren, maar de termini van het privé-eigendom bleven hun heilig karakter behouden, zelfs tot in de dagen van Dionysius, die stelde dat koeken en fruit moesten blijven worden geofferd (geen bloed want dat was onwettig). 23 februari was eveneens de oorspronkelijk laatste dag van het Romeinse kalenderjaar. Terminus schijnt daarmee ook de god van het jaareinde te zijn. Wanneer later het begin van het jaar, van maart naar januari werd verlegd, kon hij deze rol niet meer spelen.

## Antieke bron
- Ovidius, Fasti II 639.